# David Starbrook
David Collin Starbrook (ur. 9 sierpnia 1945 w Croydon) – brytyjski judoka. Dwukrotny medalista olimpijski.
Brał udział w dwóch igrzyskach (IO 72, IO 76), na obu zdobywał medale w wadze półciężkiej. W 1972 wywalczył srebrny medal, w 1976 brązowy. Był brązowym medalistą mistrzostw świata w 1971 i 1973 oraz srebrnym (1973) i brązowym mistrzostw Europy (1974 i 1975).